# 1929
- Wikisource

| Calendário gregoriano                                                        | 1929 MCMXXIX                         |
| Ab urbe condita                                                              | 2682                                 |
| Calendário arménio                                                           | 1378 – 1379                          |
| Calendário bahá'í                                                            | 85 – 86                              |
| Calendário budista                                                           | 2473                                 |
| Calendário chinês                                                            | 4625 – 4626 Início a 10 de fevereiro |
| Calendário copta                                                             | 1645 – 1646                          |
| Calendário etíope                                                            | 1921 – 1922                          |
| Calendários hindus - Vikram Samvat - Calendário nacional indiano - Cáli Iuga | 1984 – 1985 1850 – 1851 5029 – 5030  |
| Calendário Holoceno                                                          | 11929                                |
| Calendário islâmico                                                          | 1348 – 1349                          |
| Calendário judaico                                                           | 5689 – 5690 Início a 5 de outubro    |
| Calendário persa                                                             | 1307 – 1308 Início a 21 de março     |
| Calendário rúnico                                                            | 2179                                 |
| Calendário solar tailandês                                                   | 2472                                 |

1929 (MCMXXIX, na numeração romana)  foi um ano comum do século XX do atual Calendário Gregoriano, da Era Cristã. A sua letra dominical foi F (52 semanas). Teve início em uma terça-feira e terminou também numa terça-feira.
| Ano completo                       |
| ---------------------------------- |
| Ano comum com início à terça-feira |

Ano em que se iniciou uma grande depressão econômica mundial, cujo início é marcado pela quebra da Bolsa de Valores de Nova York (veja também Crise de 1929).

## Eventos
- 11 de Fevereiro - Tratado de Latrão no qual a Itália reconhece a soberania da Santa Sé sobre o Vaticano, declarado Estado soberano, neutro e inviolável.
- 16 de maio - A primeira premiação do Oscar ocorre em Hollywood, Los Angeles, Califórnia.
- 24 de Outubro - Quinta-Feira Negra marca o início da  Grande Depressão.
- 15 de novembro - É fundada no Rio de Janeiro o Convenção Nacional das Assembleias de Deus no Brasil pelo pastor Paulo Leivas Macalão.
- Herbert Hoover assume a presidência dos Estados Unidos para o período de 1929 a 1933.
- É formada a Aliança Liberal para a disputa da eleição presidencial de 1930, formando a chapa Getúlio Vargas, presidente, e João Pessoa, como vice.

## Nascimentos

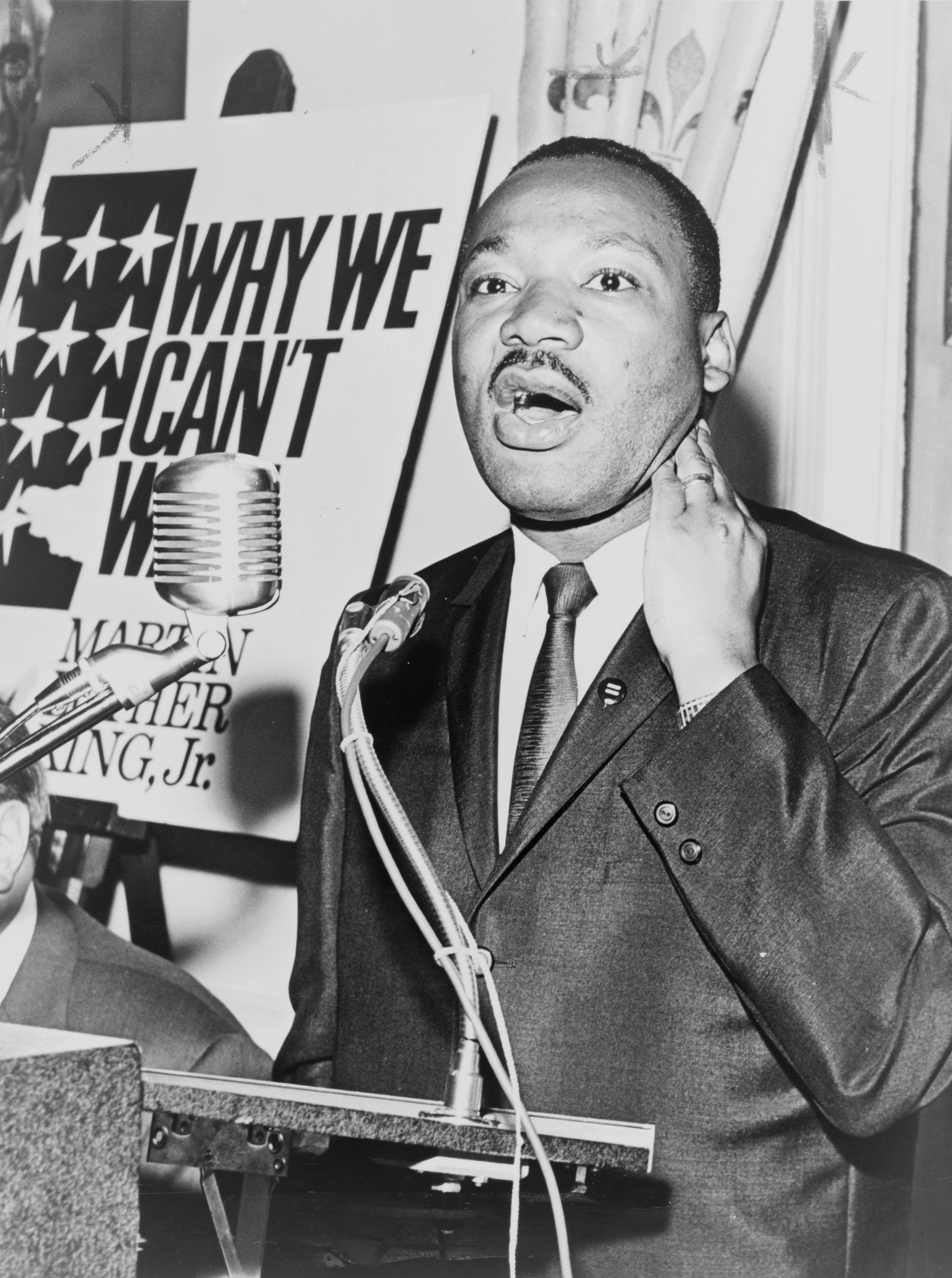
Martin Luther King Jr

Roberto Gómez Bolaños, o eterno Chaves.

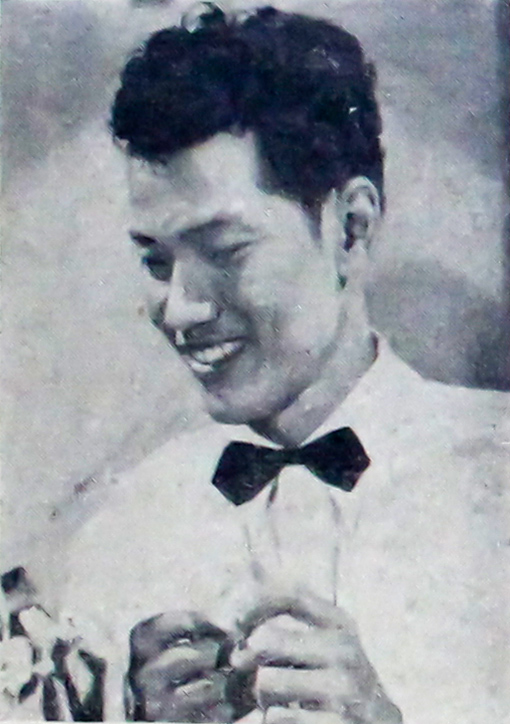
P. Ramlee

- 6 de Janeiro - Babrak Karmal, presidente da República Democrática do Afeganistão de 1979 a 1986 (m. 1996)
- 11 de Janeiro - Nicoletta Orsomando, locutora e atriz italiana (m. 2021).
- 13 de Janeiro - Aureliano Chaves, Vice-presidente do Brasil de 1979 a 1985 (m. 2003).
- 15 de Janeiro - Rev. Martin Luther King Jr., líder americano de direitos civis e Nobel da Paz 1964 (m. 1968).[1]
- 2 de Fevereiro - Carlos Alberto Lacoste, militar e presidente interino da Argentina em 1981 (m. 2004).
- 21 de Fevereiro - Roberto Gómez Bolaños (Chespirito), ator, cantor, comediante, compositor, desenhista, diretor de televisão, dramaturgo, engenheiro, escritor, filantropo, humorista, pintor, poeta, produtor de televisão, publicitário e roteirista mexicano, conhecido por ser intérprete de Chaves (m. 2014).
- 8 de março: Hebe Camargo, apresentadora brasileira (m. 2012)
- 9 de março - Desmond Hoyte, presidente da Guiana de 1985 a 1992 (m. 2002).
- 22 de março - P. Ramlee, ator e cantor malaio (m. 1973).
- 12 de maio - Sam Nujoma, presidente da Namíbia de 1990 a 2005 (m. 2025).
- 12 de junho - Anne Frank, vítima alemã do Holocausto e mundialmente conhecida após a publicação póstuma de seu Diário (m. 1945)
- 23 de Junho - Mario Ghella, ciclista italiano (m. 2020).
- 2 de Julho - Imelda Marcos, política filipina; ex primeira dama das Filipinas.
- 4 de Julho - Darío Castrillón Hoyos, cardeal colombiano (m. 2018).
- 7 de Julho - Mário Sérgio, ator brasileiro (m. 1981).
- 8 de Julho - Audálio Dantas, jornalista brasileiro (m. 2018).
- 10 de Julho - Eunice Michiles, professora e política brasileira.
- 11 de Julho - Hargreaves da Costa Macedo, arquiteto português.
- 12 de Julho - Martha Ofelia Galindo, atriz mexicana.
- 14 de Julho - Eduardo Lizalde, escritor, poeta e acadêmico mexicano (m. 2022).
- 18 de Julho - Sequeira Costa, pianista clássico português. (m. 2019)
- 22 de julho - Pedro Farah, ator brasileiro de cinema e televisão.
- 1 de Agosto - Hafizullah Amin, presidente da República Democrática do Afeganistão em 1979 (m. 1979)
- 5 de agosto - Nathalia Timberg, atriz brasileira
- 7 de agosto - Don Larsen, jogador de beisebol americano. (m. 2020).
- 8 de Agosto - Luis García Meza Tejada, presidente da Bolívia de 1980 a 1981 (m. 2018).
- 24 de Agosto - Yasser Arafat, líder palestino (m. 2004).
- 16 de Outubro - Fernanda Montenegro, atriz brasileira.
- 19 de Outubro - Raul Solnado, humorista, apresentador de televisão e actor (m. 2009).
- 20 de Outubro - Jigme Dorji Wangchuck, Marajá do Reino do Butão de 1952 a 1972 (m. 1972).
- 07 de Novembro - Eunice Paiva, advogada brasileira (m. 2018)
- 11 de Dezembro - Owain Owain, escritor, jornalista e poeta galês (m. 1993).

## Mortes

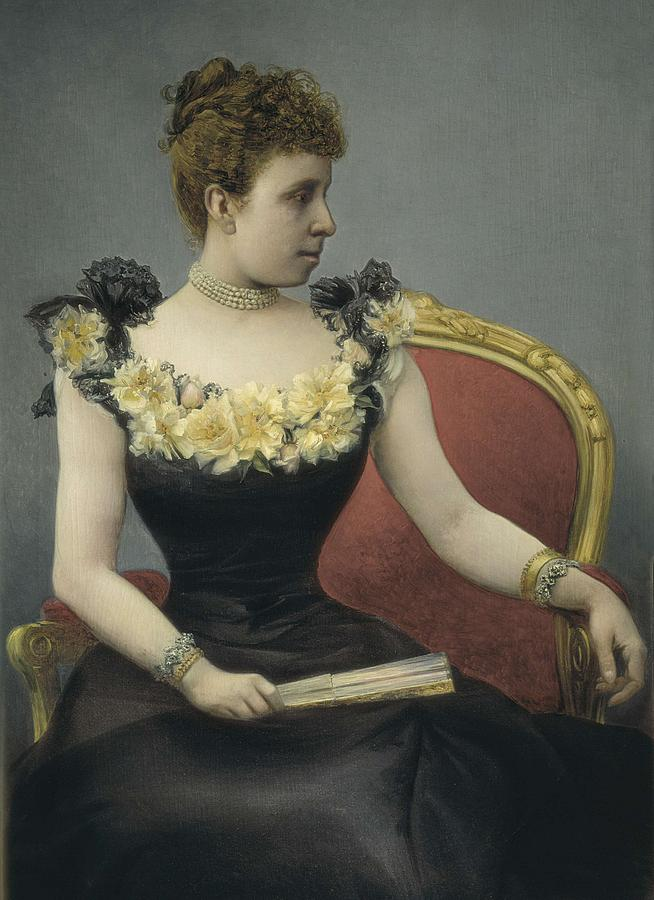
Maria Cristina de Habsburgo-Lorena

- 6 de Janeiro - Maria Cristina da Áustria, rainha consorte e regente de Espanha de 1885 a 1902 (n. 1858).
- 4 de Abril - João Franco, político e estadista português (n. 1855).
- 17 de novembro - Herman Hollerith, empresário norte-americano, fundador da IBM (n. 1860).
- 17 de dezembro - Manuel de Oliveira Gomes da Costa, militar, político e presidente da República Portuguesa em 1926 (n. 1863).
- 20 de dezembro - Émile Loubet, presidente da França de 1899 a 1906 e primeiro-ministro em 1892 (n. 1838).

## Prémio Nobel
- Física - Príncipe Louis-Victor Pierre Raymond de Broglie.[2]
- Química - Arthur Harden,[3] Hans Karl August Simon von Euler-Chelpin.[3]
- Fisiologia ou Medicina - Christiaan Eijkman,[4] Frederick Gowland Hopkins.[4]
- Literatura - Thomas Mann.[5]
- Paz - Frank Billings Kellogg.[1]

## Por tema
- 1929 na arte
- 1929 no Brasil
- 1929 no carnaval
- 1929 na ciência
- 1929 no cinema
- 1929 no desporto
- Divisões administrativas em 1929
- 1929 no jornalismo
- 1929 na literatura
- 1929 na música
- 1929 na política
- 1929 na rádio
- 1929 no teatro
- 1929 na televisão